# Mazan
Mazan este o comună în departamentul Vaucluse din sud-estul Franței. În 2009 avea o populație de 5.641 de locuitori.

## Evoluția populației
| An        | 1975  | 1982  | 1990  | 1999  | 2006  | 2009  |
| --------- | ----- | ----- | ----- | ----- | ----- | ----- |
| Populație | 2.896 | 3.729 | 4.459 | 4.943 | 5.445 | 5.641 |